# Matti Kärki
Matti Juhani Kärki (Stockholm, Švedska, 13. prosinca 1972.) je švedski pjevač, najpoznatiji kao član sastava Dismember. Prije nego se pridružio sastavu Dismember, bio je pjevač sastava Carnage. Prvi sastav gdje je Kärki pjevao bio je Therion 1989. gdje je pjevao na demoalbumu Paroxysmal Holocaust. Svirao je i sa sastavom Murder Squad. Bio je član sastava Carbonized od 1988. do 1990. Kärki se pojavio kao gost na pjesmi "But Life Goes On" na koncertu sastava Entombed 24. lipnja 1990. Bio je basist sastava General Surgery od 1988. do 1990. kojem se ponovo pridružio 2000.

## Diskografija
Dismember
- Like an Everflowing Stream (1991.)
- Indecent and Obscene (1993.)
- Massive Killing Capacity (1995.)
- Death Metal (1997.)
- Hate Campaign (2000.)
- Where Ironcrosses Grow (2004.)
- The God That Never Was (2006.)
- Dismember (2008.)

Carbonized
- Au-To-Dafe (1989.)
- No Canonization (1990.)

Carnage
- Dark Recollections / Hallucinating Anxiety (1990.)
- Dark Recollections (1990.)
- Live Stockholm Sweden 4.11.89. (1991.)

General Surgery
- Erosive Offals (Maligant Necrotomy) (1990.)
- Pestisferous Anthropophagua (1990.)
- Internecine Prurience (1990.)
- Necrology (1991.)
- Relapse Singles Series Vol. 2 (2003.)
- Demos (2004.)

Murder Squad
- Unsane, Insane and Mentally Deranged (2001.)
- Ravenous Murderous (2004.)
- Human Genocide / Blackness Within (2013.)

Therion
- Paroxysmal Holocaust (1989.)